# Mie Leth Jans
Mie Leth Jans (* 6. Februar 1994) ist eine dänische Fußballspielerin. Die Abwehrspielerin spielte von 2014 bis 2017 für Brøndby IF in der ersten dänischen Liga. Danach folgten Stationen in England, Schweden und Australien. Aktuell spielt sie wieder in Dänemark für HB Køge. Zwischen 2013 und 2018 kam sie zu 26 Einsätzen in der dänischen Nationalmannschaft.

## Vereine
Jans begann als Sechsjährige beim Dragør Boldklub mit dem Fußballspielen, wobei sie in einer Jungenmannschaft spielte. Nach Stationen in der Jugendmannschaft von Taarnby Boldklub und der Jugendakademie von Brøndby IF spielte sie erstmals Erstligafußball bei BSF. Von 2014 bis 2017 spielte sie dann bei Brøndby IF. Mit dem Verein wurde sie 2014/2015 und 2016/2017 dänischer Meister und gewann 2014, 2015 und 2017 den Pokal.
Auf europäischer Ebene schied sie in ihrer ersten Saison bei Brøndby in der UEFA Women’s Champions League 2014/15 im Halbfinale gegen den späteren Sieger 1. FFC Frankfurt aus, wobei sie nur beim 0:7 im Auswärtsspiel zum Einsatz kam. Auf dem Weg dorthin hatte sie im Viertelfinale im Rückspiel gegen Linköpings FC ihren ersten CL-Einsatz. 2015/16 war dagegen bereits im Sechzehntelfinale Schluss. Nach einer 1:4-Niederlage gegen den tschechischen Meister Slavia Prag, war der 1:0-Heimsieg nicht ausreichend. Etwas besser lief es 2016/17, wo sie immerhin das Sechzehntelfinale gegen SKN St. Pölten mit einem 2:0-Auswärtssieg und einem 2:2 im heimischen Stadion überstanden. Im Achtelfinale verloren sie dann bei Manchester City mit 0:1 und kamen im Heimspiel nur zu einem 1:1. Ihre Leistungen in den beiden Spielen beeindruckten die Verantwortlichen bei Manchester City, so dass sie sie zur Saison 2017/18 verpflichteten. Sie kam dort aber nur zu wenigen Einsätzen in Liga und Champions League und wechselte Anfang Januar 2019 nach Schweden zum FC Rosengård, wo sie aber auch nur selten eingesetzt wurde. Zur Saison 2020 erhielt sie einen Vertrag bei Vittsjö GIK. Nach Abschluss der Saison 2021 ging es nach Down Under zu Perth Glory. Anschließend kehrte sie wieder zu Vittsjö zurück, hatte dort aber nur wenige Einsätze und wechselte zur Saison 2022/23 zurück in ihre Heimat zur neuen Kraft in Dänemark, HB Køge. Ihre erste Saison schloss sie mit ihrer fünften dänischen Meisterschaft ab.

## Nationalmannschaften
Am 15. Mai 2009 hatte sie ihren ersten Einsatz in der dänischen U-16-Mannschaft bei einem internationalen Turnier in ihrer Heimat gegen Schottland. Ende Juni/Anfang Juli nahm sie mit der Mannschaft am Nordic Cup in Schweden teil, bei dem sie aber nur den letzten Platz belegten.
Im Oktober 2009 nahm sie mit der U-17-Mannschaft an der ersten Qualifikationsrunde für die U-17-EM 2010 teil, die die Däninnen als sechstbester Gruppenzweiter erfolgreich abschlossen. In der zweiten Qualifikationsrunde im April 2010, in der die Däninnen am späteren Europameister Spanien scheiterten, kam sie dagegen nicht zum Einsatz. Im Oktober 2010 und April 2011 nahm sie dann an beiden Qualifikationsrunden für die U-17-EM 2011 teil. Während sie die erste Runde bei einem Turnier in Ungarn mit drei Siegen als Gruppensieger abschlossen und sie beim 6:0 gegen Moldawien ihr erstes Länderspieltor erzielte, konnten sie in der zweiten Runde den Heimvorteil nicht nutzen und verloren das letzte entscheidende Spiel gegen Deutschland mit 0:3. Dies war dann ihr letztes Spiel für die U-17-Mannschaft.
Am 23. und 25. August 2011 bestritt sie ihre ersten beiden Spiele für die U-19-Mannschaft in der Schweiz, die mit 3:0 und 0:2 gegen die Schweizerinnen endeten. Im September nahm sie dann mit der Mannschaft an der ersten Qualifikationsrunde für die U-19-EM 2012 teil, die sie bei einem Turnier in Lettland mit drei Siegen erfolgreich abschlossen. In der zweiten Qualifikationsrunde im April 2012 in Serbien belegten sie zwar hinter der Heimmannschaft nur den zweiten Platz, waren als beste Gruppenzweite aber dennoch für die Endrunde qualifiziert. Bei der Endrunde in der Türkei überstanden sie die Gruppenphase mit drei 1:0-Siegen, verloren dann aber im Halbfinale gegen den späteren Europameister Schweden mit 1:3. Auch die Qualifikation für die U-19-EM 2013 verlief erfolgreich und 2013 nahm sie zum zweiten Mal an einer U-19-EM-Endrunde teil. In Wales konnten sie aber nur das erste Spiel gegen die Gastgeberinnen gewinnen, verloren aber die beiden anderen Gruppenspiele gegen England und Frankreich, so dass sie als Gruppendritte ausschieden. Damit endete ihre Zeit als Juniorennationalspielerin.
Am 24. November 2011 hatte sie dann ihren ersten Einsatz in der A-Nationalelf als sie im dritten Spiel der Qualifikation für die WM 2015 gegen Malta in der 79. Minute beim Stand von 4:0 für Nanna Christiansen eingewechselt wurde. Auf ihren nächsten Einsatz musste sie dann aber neun Monate warten. Erst im drittletzten Spiel der Qualifikation, dem 1:0 gegen Island wurde sie vier Minuten vor dem Spielende wieder für Christiansen eingewechselt. Die Däninnen, die aufgrund der Leistungen bei der EM 2013 als Gruppenfavorit in die Qualifikation gegangen waren, wurden aber letztlich hinter der Schweiz, die sich erstmals qualifizieren konnte, und Island nur Gruppendritter. Beim Algarve-Cup 2015 hatte sie dann erstmals zwei längere Einsätze, als sie im letzten Gruppenspiel gegen Portugal und dem Spiel um Platz 5 gegen Norwegen jeweils zur zweiten Halbzeit eingewechselt wurde. 2015 kam sie dann nur noch zu einem weiteren Kurzeinsatz beim 3:3 im Freundschaftsspiel gegen Schweden im April. Am 25. Januar 2016 hatte sie dann bei einem Spiel gegen die Niederlande während eines Trainingslagers in der Türkei ihren ersten Startelfeinsatz und spielte dabei über 90 Minuten.
Es folgten drei Einsätze in den Gruppenspielen und im Spiel um Platz 7 beim Algarve-Cup 2016 und drei Einsätze beim Sincere-Cup 2016 in China im Oktober 2016, aber keine in der erfolgreich verlaufenden Qualifikation für die EM 2017. Dazwischen bestritt sie am 10. August 2016 ihr einziges Spiel für die U-23-Mannschaft, das mit 5:1 gegen Finnland gewonnen wurde. Nach drei Einwechslungen in den Gruppenspielen sowie dem Spiel um Platz 3 beim Algarve-Cup 2017 wurde sie im Juni 2017 für die EM-Endrunde 2017 nominiert. Bei der EM kam sie aber nur im zweiten Gruppenspiel gegen die Niederlande zum Einsatz.
In der anschließenden Qualifikation für die WM 2019 hatte sie nur zwei Kurzeinsätze in den Gruppenspielen. Ihre Mannschaft schied dann in den Playoffs gegen die Niederlande aus. Danach kam sie noch nicht wieder zum Einsatz.

## Erfolge

### Vereine
- 2011/12, 2012/13, 2014/15 und 2016/17 (mit Brøndby IF), 2022/23 (mit HB Køge): Dänische Meisterin
- 2011/12, 2012/13, 2013/14, 2014/15 und 2016/17: Dänische Pokalsiegerin
- 2019: Schwedische Meisterin

### Nationalmannschaft
- Vize-Europameister 2017 (ein Einsatz)